# 陈横
陳横，是《三国演义》中的虚构人物，劉繇部将。
陳横是扬州刺史刘繇的部将。劉繇被孫策击敗依附劉表，派陳横、薛礼、張英共守秣陵（後来孙吴国都、建業），继续抵抗孙策。城上暗放冷箭，正中孙策左腿，翻身落马。孙策诈称中箭身死，将陳横、薛礼、張英誘出城外，孙策伏兵四起，张英拨马回走，被陈武一枪刺死。薛礼死于乱军中。陈横被孫策部将蒋钦一箭射死。《三国志》卷四十六《刘繇传》有“繇遣樊能、于麋陈横屯江津”之语，校勘后为“繇遣樊能、于麋东屯横江津”，即历史上刘繇并无名为“陈横”的部将。